# Stefan van Perm
De heilige Stefan van Perm (Russisch: Стефан Пермский, Stefan Permski, ook: Степан Храп, Stepan Chrap) was een 14e-eeuwse iconenschilder en missionaris die er in zijn eentje in slaagde de Zurjanen tot het christendom te bekeren. Hij ontwikkelde het Oud-Permische alfabet, vertaalde delen van de Heilige Schrift in het Zurjeens en stichtte scholen. Zijn feestdag is in de orthodoxe kerk 26 april.     
Stefan was waarschijnlijk afkomstig uit Oestjoeg. Volgens de kerktraditie behoorde zijn moeder tot de Zurjanen. Zijn monastieke geloften legde hij af in Rostov. Later werd Stefan missionaris, en stichtte in 1380 de stad Oest-Vym van waaruit hij de kerstening van de Zurjanen begon. Hij leerde de taal en gebruiken van de Zurjanen en ontwierp voor hen een alfabet. Hij maakte korte metten met heidense symbolen, hetgeen hem niet bij iedereen geliefd maakte. Desondanks benoemde Metropoliet Pimen van Moskou hem in 1383 tot eerste bisschop van Perm.   
De benoeming van Stefan tot bisschop van Perm werd in Novgorod met weinig enthousiasme onthaald. In Novgorod werd het nieuwe bisdom als een regelrechte bedreiging voor de invloed van de stad op de regio beschouwd en in 1385 zond de aartsbisschop van de stad een leger om het nieuwe bisdom te ontmantelen. Men slaagde er echter in de aanval van Novgorod af te slaan. Een jaar later bracht Stefan een bezoek aan Novgorod en legden zowel de stad als de aartsbisschop van Novgorod zich bij de nieuwe situatie neer. De gevolgen voor Novgorod waren echter enorm. Met lede ogen moest men toezien dat de controle op de handel in bont zich meer en meer onttrok aan Novgorod ten gunste van Moskou en dat Moskou haar invloed op het noorden wist te vergroten.
Stefan van Perm stierf in 1396. In 1547 werd hij heilig verklaard.